# Аль-Хамраа (нохія)
Аль-Хамраа (араб. ناحية الحمراء) — нохія у Сирії, що входить до складу району Хама провінції Хама. Адміністративний центр — м. Аль-Хамраа.
| Сирія | Це незавершена стаття з географії Сирії. Ви можете допомогти проєкту, виправивши або дописавши її. |